# قائمة مناطق الجذب السياحي في دولة الإمارات العربية المتحدة
هذه قائمة بمناطق الجذب السياحي الشهيرة في دولة الإمارات العربية المتحدة ، حسب الإمارة ، باستثناء مناطق الجذب المشتركة ، مثل الجبال والمناطق المشتركة بين الإمارات المختلفة.

مسجد الشيخ زايد

## أبو ظبي
- المنطقة الوسطى : [1]
  - مسجد الشيخ زايد : شيد مسجد أبو ظبي من قبل شركة Impregilo الإيطالية باستخدام مواد من الهند ، إيطاليا ، ألمانيا ، المغرب ، باكستان ، تركيا ، ماليزيا ، إيران ، الصين ، وبريطانيا ، ونيوزيلندا ومقدونيا والإمارات العربية المتحدة. [2]
  - جزيرة السعديات : جزيرة كبيرة منخفضة 500 متر (1,600 قدم) قبالة ساحل جزيرة أبو ظبي ، وهي قيد التطوير حاليًا. يجري حاليًا إنشاء مشروع تجاري وسكني وترفيهي مختلط في الجزيرة.
  - قصر الحصن : أقدم بناء حجري في المدينة.

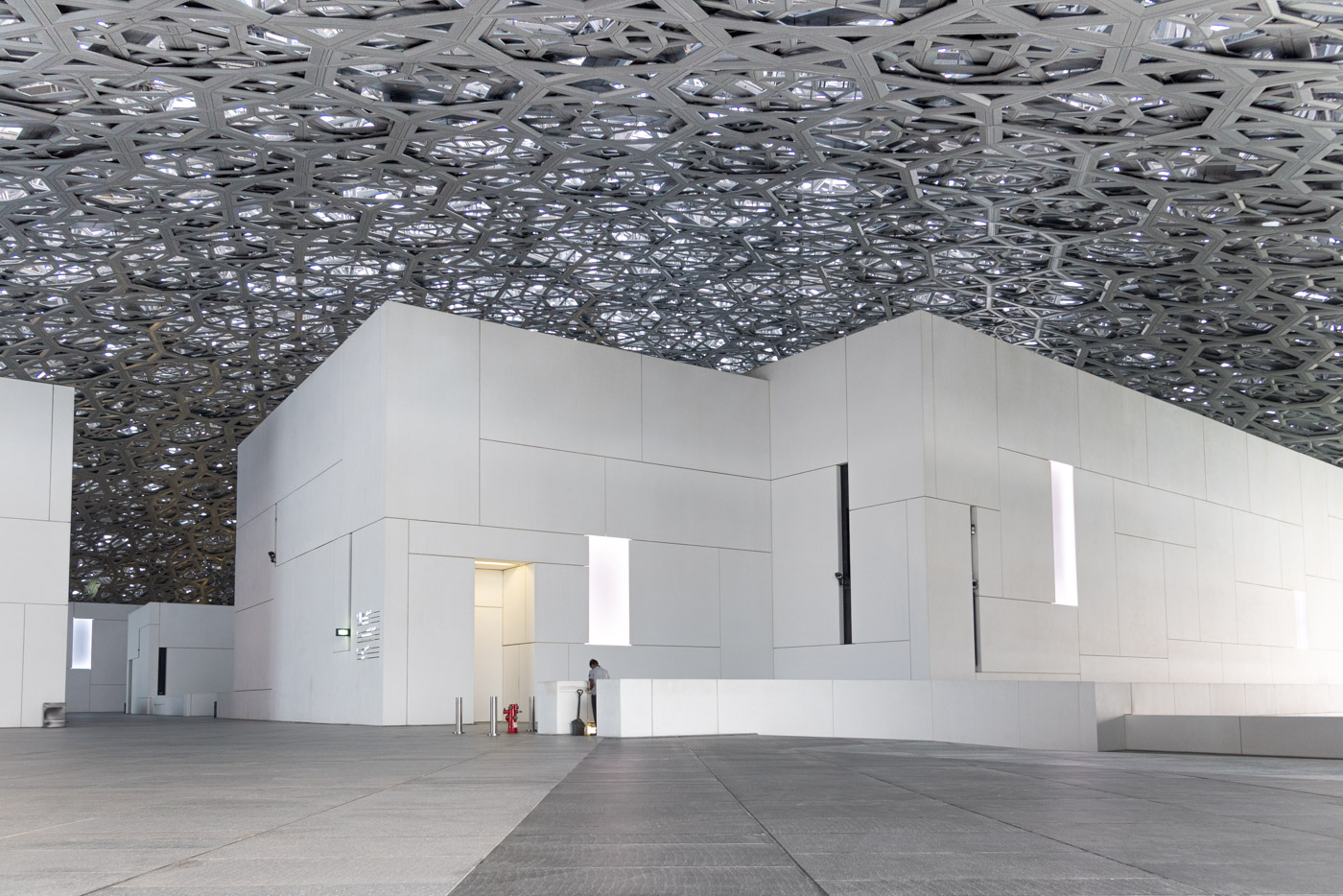
اللوفر أبو ظبي

  - جزيرة ياس:تحتضن جزيرة ياس، إحدى أشهر مناطق الجذب السياحي في العالم ومن أبرزها حلبة مرسى ياس و حديقة الملاهي فراري وورلد ووارنر براذرز أبوظبي وسي وورلد أبو ظبياللوفر أبو ظبي اللوفر أبو ظبي : متحف فني مرتبط بمتحف اللوفر التاريخي في باريس.
  - جزيرة الريم : مشروع سكني وتجاري وتجاري على الجزيرة التي تحمل الاسم نفسه ، وهي جزيرة طبيعية 600 متر (2,000 قدم) قبالة ساحل جزيرة أبو ظبي.
  - جزيرة اللولو : 1,050 أكر (420 ها) جزيرة من صنع الإنسان قبالة ساحل جزيرة أبو ظبي. تمتد من كاسر الأمواج في أبو ظبي إلى ميناء زايد البحري . تم الانتهاء من استصلاح الأراضي فيها عام 1992.
  - برج البحر : مشروع مستوحى من المشربية يتكون من زوج من 29 طابق ، 145 متر (476 قدم) - من الأبراج العالية. يقع عند تقاطع شارعي السعادة والسلام.

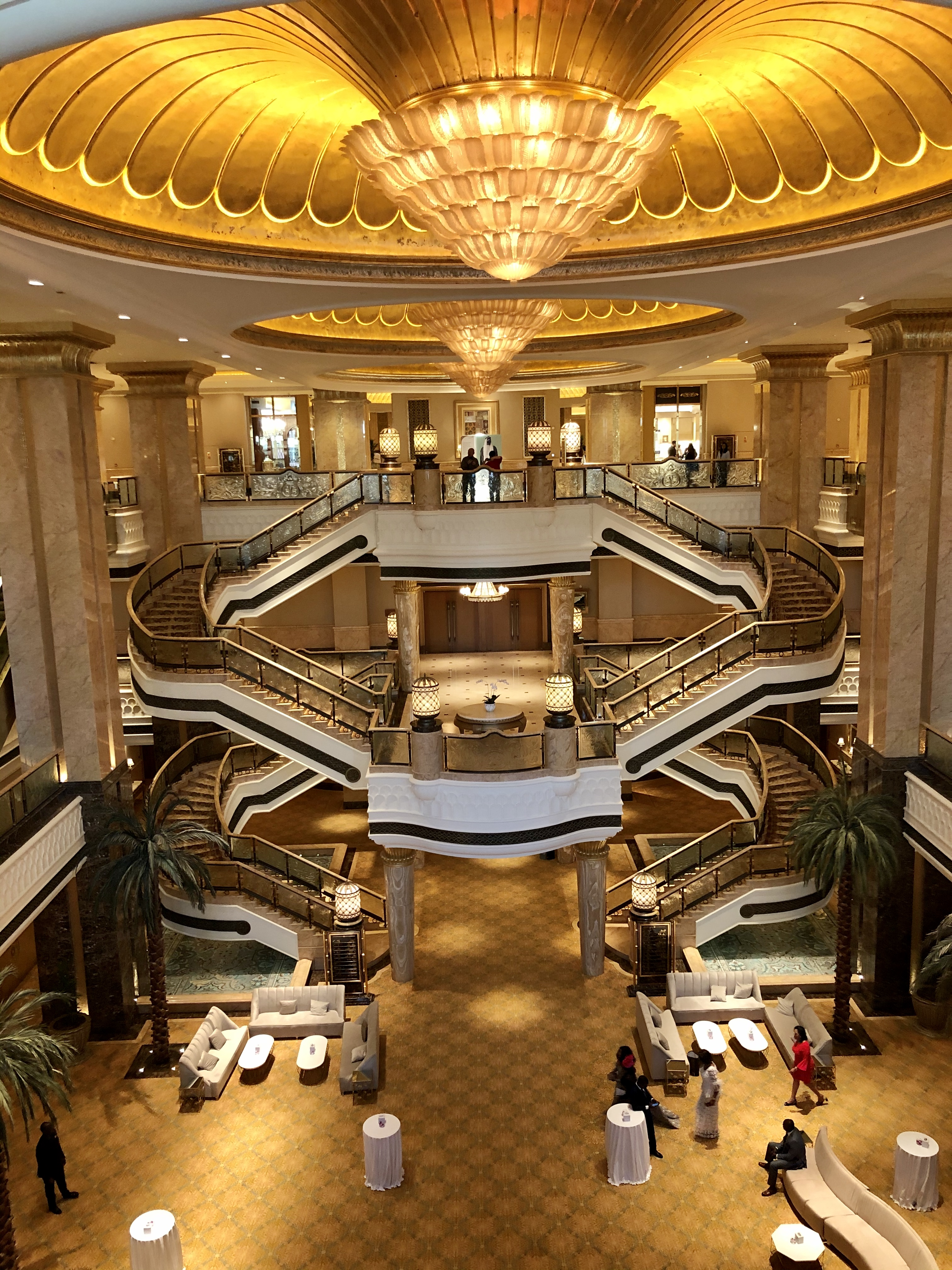
فندق قصر الإمارات

  - فندق قصر الإمارات فندق قصر الإمارات : فندق سبع نجوم فاخر. يقع على 1.3 كيلومتر (0.81 ميل) من شاطئ خاص. 85 ها (210 أكر) من المروج والحدائق تحيط بالفندق ، وكذلك 114 قبة 80 متر (260 قدم) .
  - حديقة الإمارات للحيوانات في الباهية
  - عالم فيراري : من أكبر المنتزهات الترفيهية في أبوظبي. والعروض الحية وركوب الخيل والتسوق والطعام هي أبرز المعالم في هذا المكان.
  - برج بوابة العاصمة:ناطحة سحاب مائلة غاية في الإبداع الهندسي والمعماري تقع في إمارة أبوظبي بالقرب من مركز المعرض الوطني في أبوظبي
- المنطقة الشرقية :
  - متحف العين الوطني : متحف في مدينة العين الأقدم في الإمارات ويقع بجوار القلعة الشرقية. تقع على الجانب الشرقي من واحة العين [3]
  - طريق جبل حفيت الجبلي : [4] إنه 7 كيلومتر (23,000 قدم) وحوالي 1,200 متر (0.75 ميل) في الارتفاع.
- المنطقة الغربية :
  - الصحراء المحيطة بواحة ليوا

## عجمان
- منطقة مصفوت : جبال ووادي خصب جنوب شرق مدينة عجمان.
- متحف عجمان الوطني الذي تم افتتاحه في العام 1991، بناء المتحف عبارة عن حصن تم بناؤه في عهد الشيخ راشد بن حميد الأول بين (1803 - 1838).[5]
- الحصن الأحمر ويعود سبب تسميته إلى استخدام الحصى والجص الأحمر في بنائه، ويتألف من أربع غرف وبرجين، بني الحصن بين عامي(1910 - 1928).[6]
- محميه الزوراء هي عبارة عن خور شبه استوائي يقع شمال المدينة، وتتمتع بتنوع بيولوجي هائل على مساحة 3 آلاف هكتار[7]

## دبي

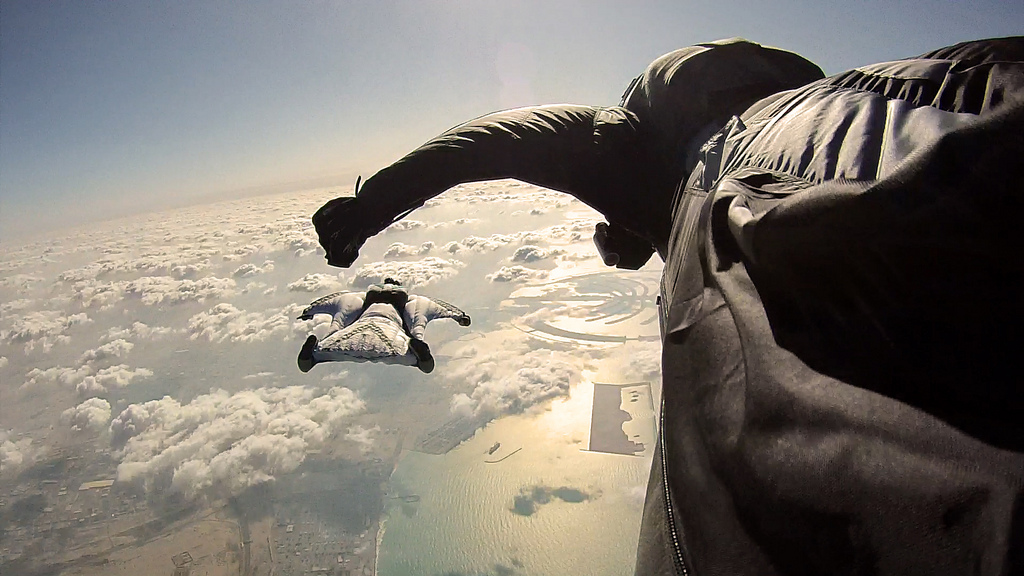
بدلة الطيران تحلق فوق جزر النخيل

- عين دبي: عجلة مراقبة في جزيرة بلوواترز ، بالقرب من مرسى دبي في دبي .
- برج العرب: فندق فاخر يقع في دبي. في 321 متر (1,053 قدم) ، وهو رابع أطول فندق في العالم .
- برج خليفة: 828 متر (2,717 قدم) ناطحة سحاب مع سطح ومطعم وفندق ومكاتب و 11 ها (27 أكر) حديقة. أطول مبنى من صنع الإنسان في العالم.
- نخلة جميرا: نخلة جميرا عبارة عن أرخبيل اصطناعي على شكل شجرة نخيل ، تم إنشاؤه باستخدام استصلاح الأراضي من قبل شركة نخيل التي تمتد إلى الخليج العربي .

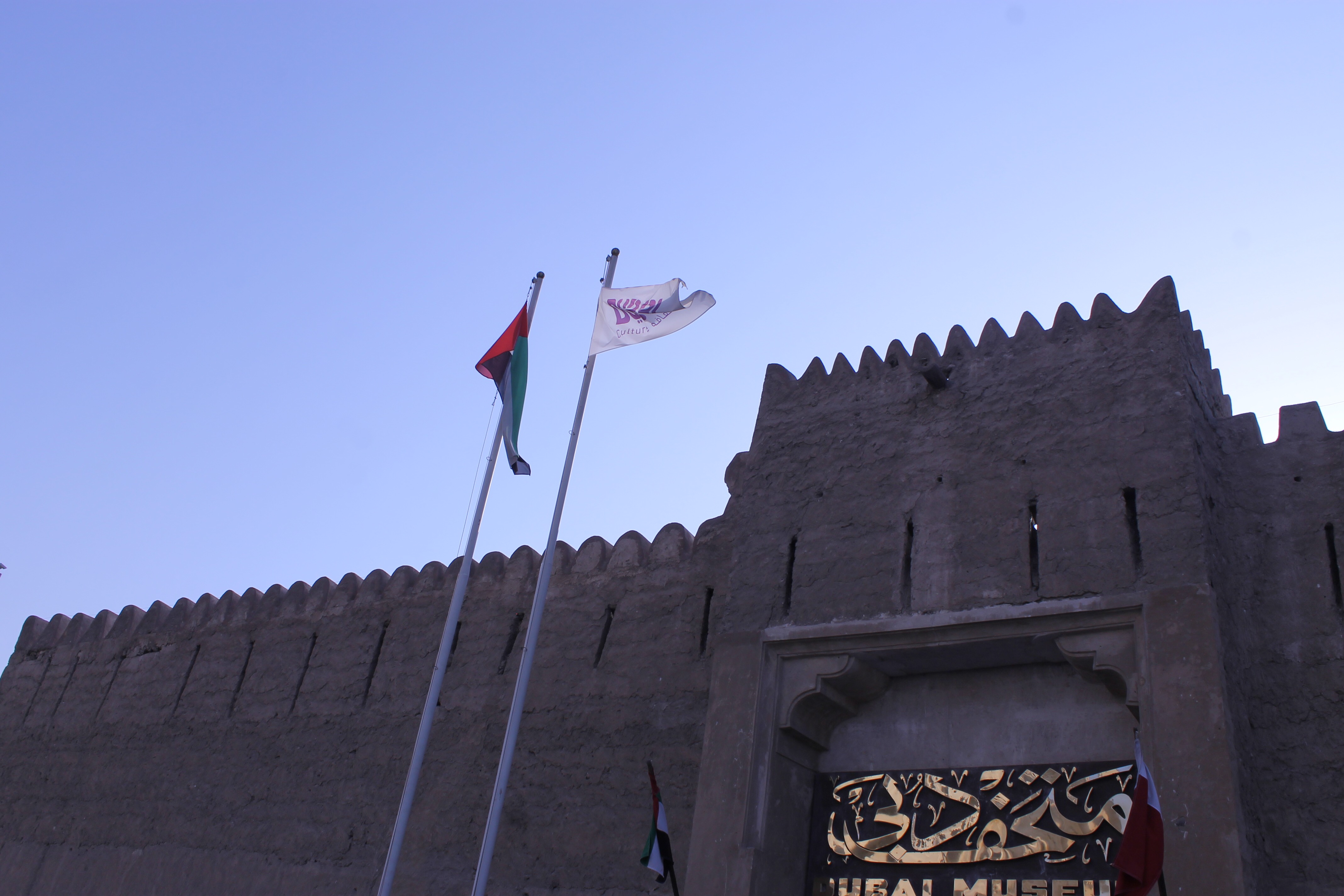
قلعة الفهيدي

- قلعة الفهيدينافورة دبي: هي أكبر نافورة مصممة للرقص في العالم على 30 أكر (12 ها) بحيرة برج خليفة من صنع الإنسان
- قلعة الفهيدي ومتحف دبي: يقع المتحف الرئيسي في دبي في حصن الفهيدي الذي بني عام 1787.
- خور دبي: مساحة مياه البحر الطبيعية على شكل حرف U في دبي ، وهي منطقة سياحية للإبحار بالمراكب الشراعية والتسوق ورؤية المعالم.
- القرية العالمية (دبي): تجمع القرية العالمية بدبي بين ثقافات 90 دولة في مكان واحد.

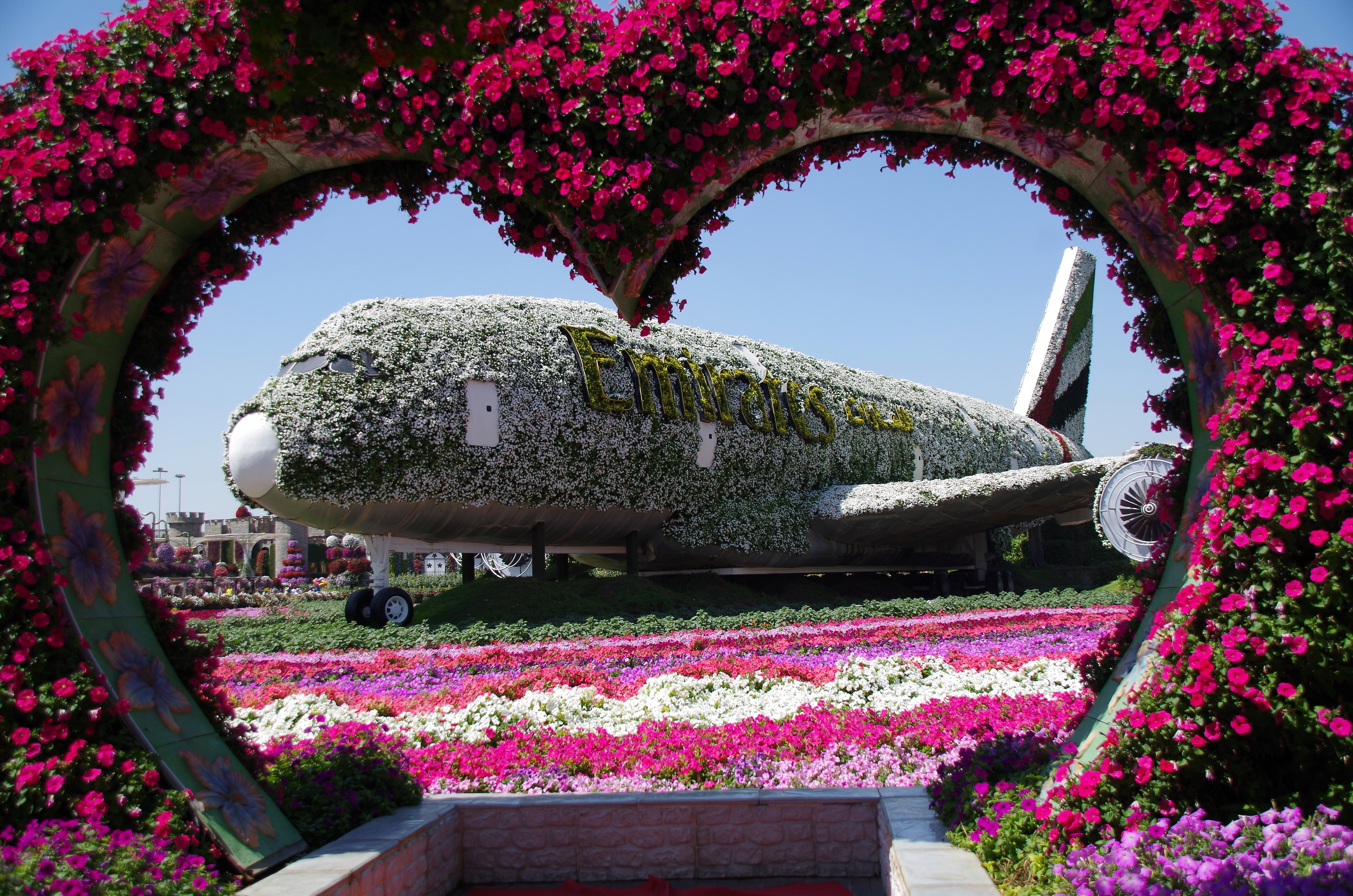
حديقة دبي المعجزة

- حديقة دبي المعجزةحديقة دبي المعجزة: وهي أكبر حديقة زهور طبيعية في العالم، تم افتتاحها في العام 2013.
- المحميات الطبيعية: توجد في دبي العديد من المحميات الطبيعية التي تعتبر وجهة هامة للسياحة لمحبي الطبيعة والحيوانات البرية، مثل محمية دبي الصحراوية.
- سكي دبي: وهو ميدان تزلج داخلي تبلغ مساحته 22500 متر مربع وهو جزء من مول الإمارات الذي يعد من أكبر مراكز التسوق في العالم.
- حديقة دبي للتماسيح: تمتد الحديقة على مساحة 20 ألف متر مربع، وهي تحاكي في تصميمها الموطن الطبيعي للتماسيح، وتضم عدداً كبيراً من تماسيح النيل الضخمة، كما تحتوي على متحف خاص بالتماسيح وكيفية تطورها وتكيفها مع البيئة، بالإضافة إلى أكواريم يسمح للزوار بمشاهدة سلوكها بشكل مباشر تحت الماء.[8]

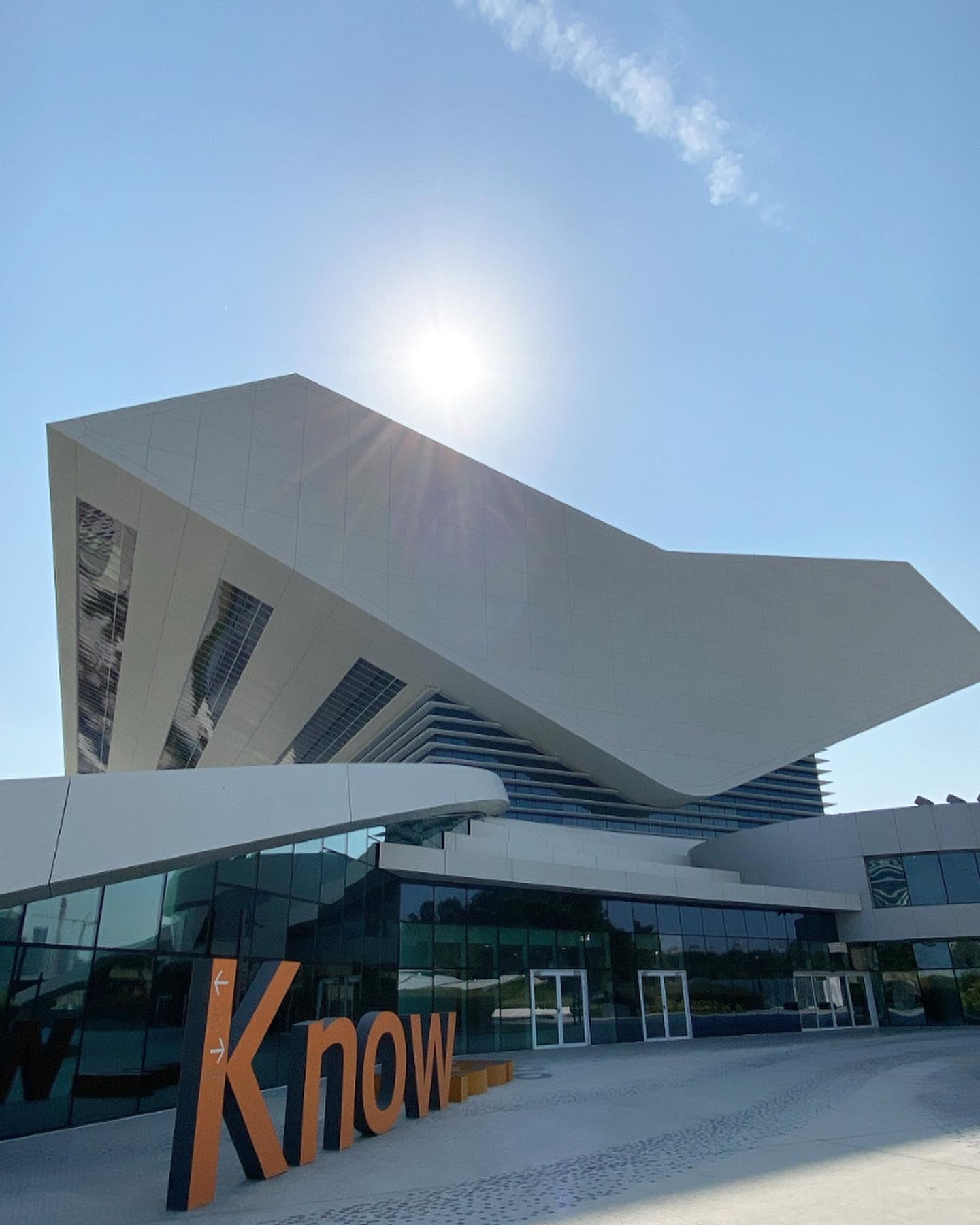
مكتبة محمد بن راشد

- مكتبة محمد بن راشدأكواريوم دبي:يعد أكواريوم دبي أحد أكبر أحواض السمك في العالم، حيث يضم أكثر من ـ 140 نوعًا من الحيوانات المائية .[9]
- مكتبة محمد بن راشد: وهي مكتبة ضخمة  تبلغ مساحتها حوالي66000 متر مربع، وتتميزالمكتبة بتصميمها على شكل كتاب مفتوح. [10]
- متحف المستقبل :يتميز المتحف باستضافة أحدث التطورات في مجال التكنولوجيا والتصاميم المعمارية، كما تتغير المعروضات داخله كل 6 أشهر، ليواكب  التغيرات التكنولوجية العالمية.[11]

## الفجيرة
- مسجد البدية : أقدم مسجد في دولة الإمارات العربية المتحدة.
- قلعة الفجيرة التاريخية: [12] أقدم حصن في الدولة. بُني عام 1670 وتم تجديده في أواخر القرن العشرين.

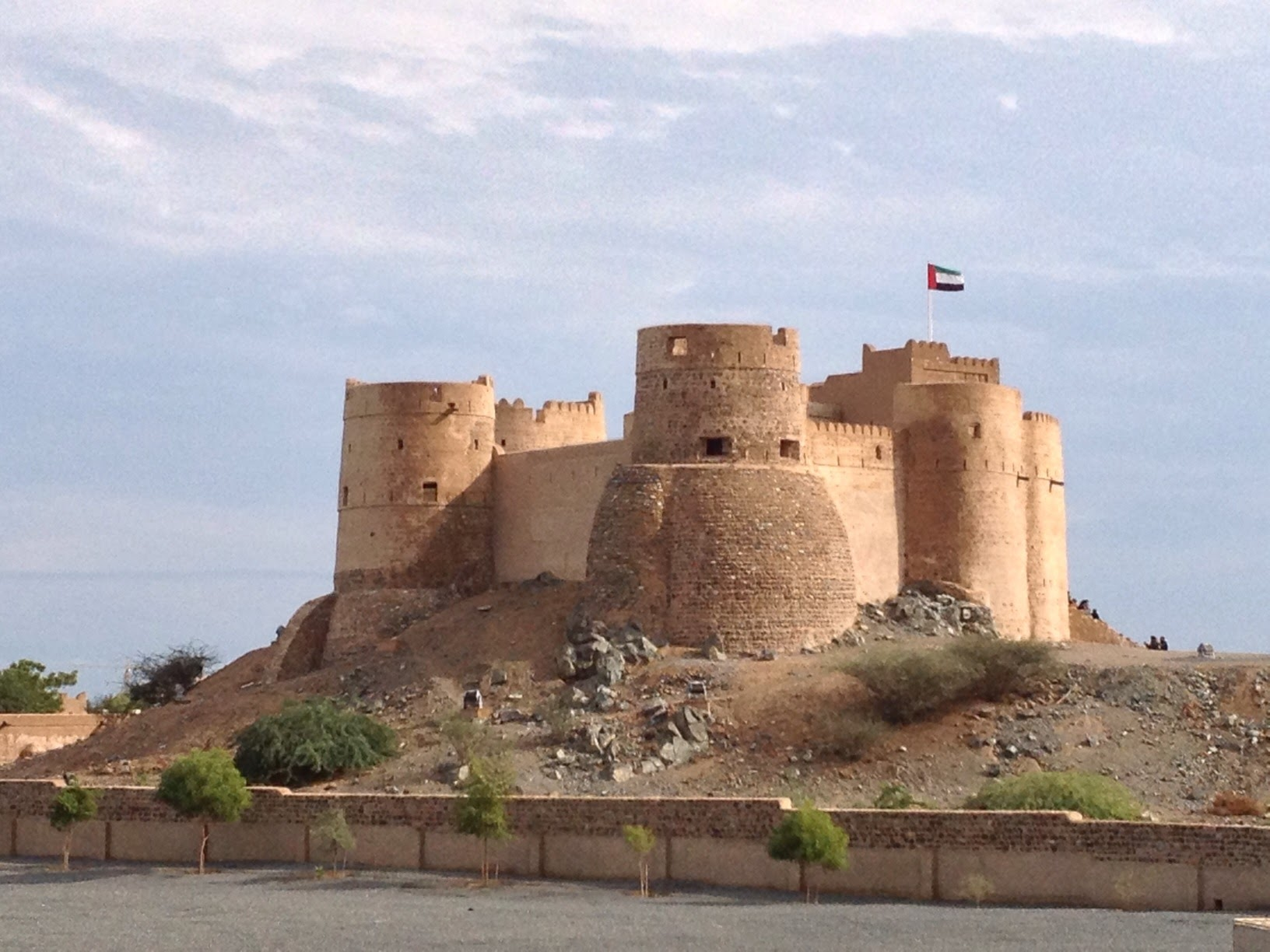
قلعة الفجيرة

- قلعة الفجيرةوادي الوريعة : منطقة رامسار الرطبة ذات الأهمية الدولية ، وتقع 12,700 هكتار (31,000 أكر) بين مدن مسافي وخورفكان والبدية .
- متحف الفجيرة تم افتتاحه في العام 1991، يضم المتحف 2100 قطعة أثرية يعود تاريخها إلى ما قبل الميلاد والعصور الإسلامية وما بعدها وصولا إلى العصر الحديث.[13]

## رأس الخيمة
- راس الجبل في شبه جزيرة مسندم [14]
  - جبل جيس ، أعلى جبل في الإمارات
  - جبل يبير ، أعلى قمة جبلية في دولة الإمارات العربية المتحدة ، نظرًا لوجود قمة الجبل المذكورة أعلاه في عمان.

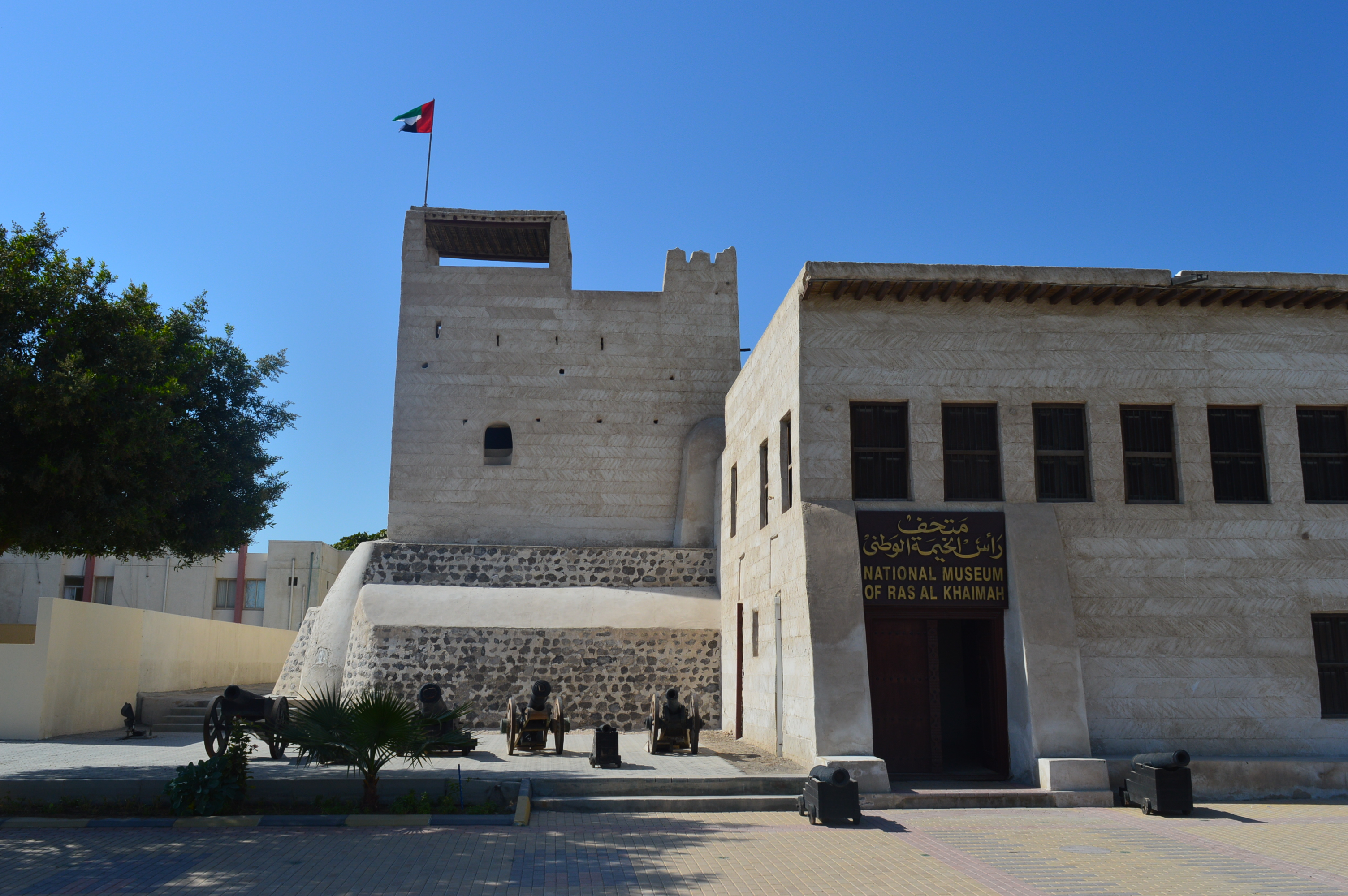
متحف رأس الخيمة الوطني

  - متحف رأس الخيمة الوطنيمتحف رأس الخيمة الوطني الذي افتتح في العام 1987، بناء المتحف عبارة عن قلعة قديمة تم بناؤها بين عامي 1809 و 1819.[15]
  - قلعة ضاية وهي قلعة عسكرية دفاعية تقع في مدينة الرمس في إمارة رأس الخيمة.[16]

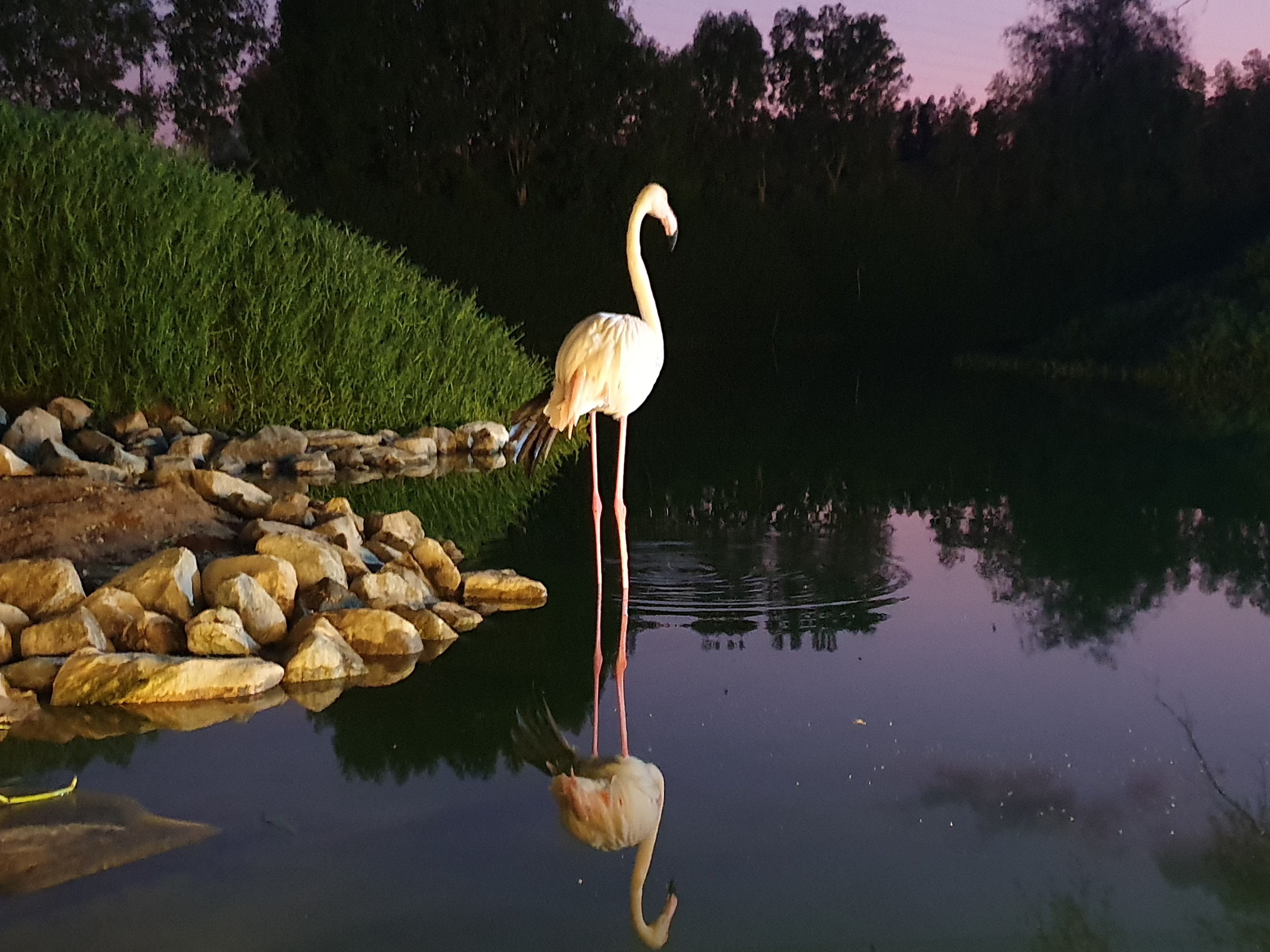
حديقة حيوانات رأس الخيمة

  - حديقة حيوانات رأس الخيمة حديقة حيوانات رأس الخيمة والتي يطلق عليها (منتزه رأس الخيمة للحياة البرية)، تم افتتاح الحديقة عام 2014، بمساحة تعادل مليون متر مربع، تضم الحديقة مجموعة متنوعة من الحيوانات البرية مثل النمور والأسود والضباع وأنواع مختلفة من الزواحف، كما تضم الحديقة أنواعاً نادرة مثل النمور الذهبية والأسود البيضاء إضافة إلى الفهد الأسود والذئاب الرمادية والعربية والغزلان والتماسيح والقرود.[17]
  - جزيرة المرجان جزيرة صناعية تتألف من أربع جزر فرعية[18]
  - الجزيرة الحمراء أدرجت الجزيرة الحمراء على القائمة الإرشادية المؤقتة لمواقع التراث العالمي الخاصة باليونيسكو[19]
  - شاطئ الفلامنجو ويشتهربأنه مأوىً لطيور  الفلامنجو،و بمرافقه الترفيهية والخدمية المتنوعة [20]

## الشارقة
- مقبرة من فترة أم النار بالقرب من مركز مليحة للآثارمتحف الشارقة للفنون
- ملعب الشارقة للكريكيت
- Adventureland
- متحف الشارقة للحضارة الإسلامية

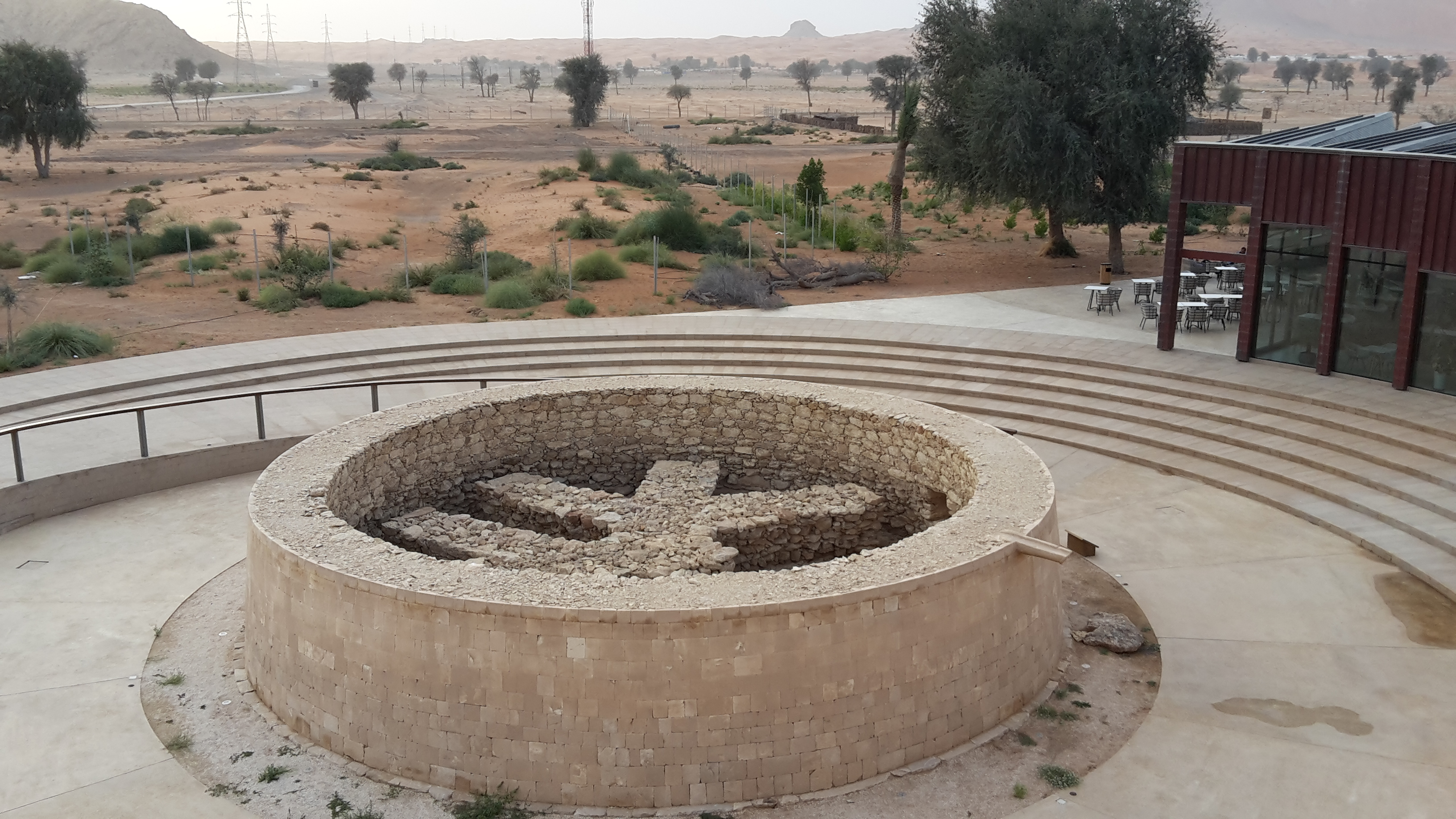
مقبرة من فترة أم النار بالقرب من مركز مليحة للآثار

- مليحة وهي منطقة أثرية تم ترشيحها كموقع للتراث العالمي من قبل منظمة اليونيسكو تحتوي على العديد من المواقع و اللقى الأثرية مثل المدافن والفخاريات والأواني الزجاجية والحجرية والمسكوكات والمخطوطات المكتوبة بخط اليد، بالإضافة لهياكل الإبل وغيرها من الآثار المعروضة في مركز مليحة للآثار الذي تم افتتاحه في العام 2016.[21][22]

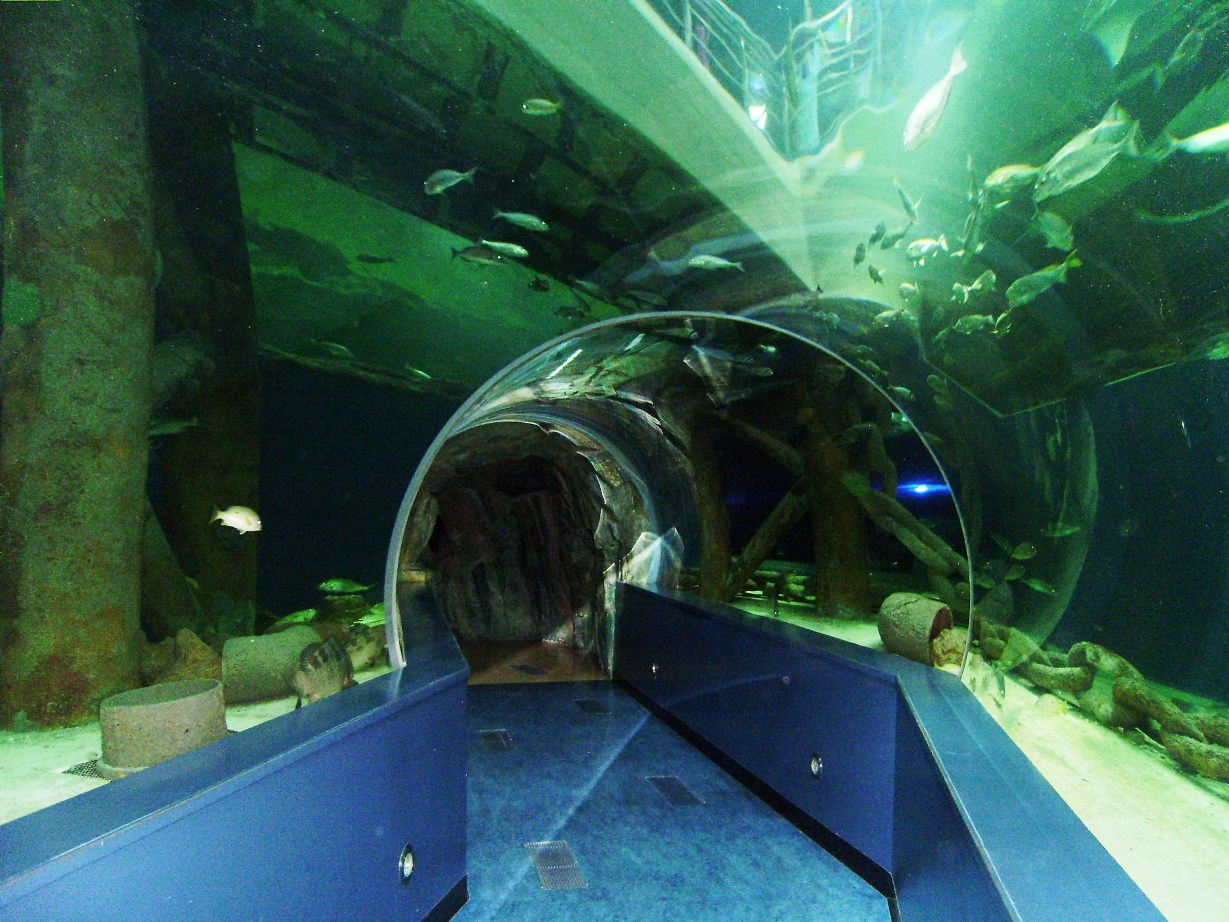
أكواريوم الشارقة

- أكواريوم الشارقةجزيرة النور وفيها ديوان الأداب الذي يوفر إمكانية الاسترخاء و القراءة في الطبيعة، وبيت الفراشات الذي يحوي أكثر من 500 فراشة من مختلف الأنواع والألوان ، كما تضم الجزيرة ممشى يبلغ طوله 3.5 كم والعديد من الحدائق، وتستضيف الجزيرة العديد من العروض والفعاليات وورش العمل.[23]
- متحف الشارقة للسيارات الكلاسيكية ويضم أكثر من 100 سيارة تعود أقدمها إلى العام 1915، ويعرض المتحف هذه السيارات من خلال خمسة أقسام كل منها مخصص لمرحلة تاريخية من تطور صناعة السيارات.[24]
- مربى الشارقة للأحياء المائية أو كما يطلق عليه أكواريوم الشارقة والذي يسلط الضوء على عالم البحار والحياة البحرية، ويتكون من طابقين مجهزين بأحواض مائية يصل عددها إلى عشرين حوض تعرض مجموعة كبيرة من الأحياء البحرية.[25]

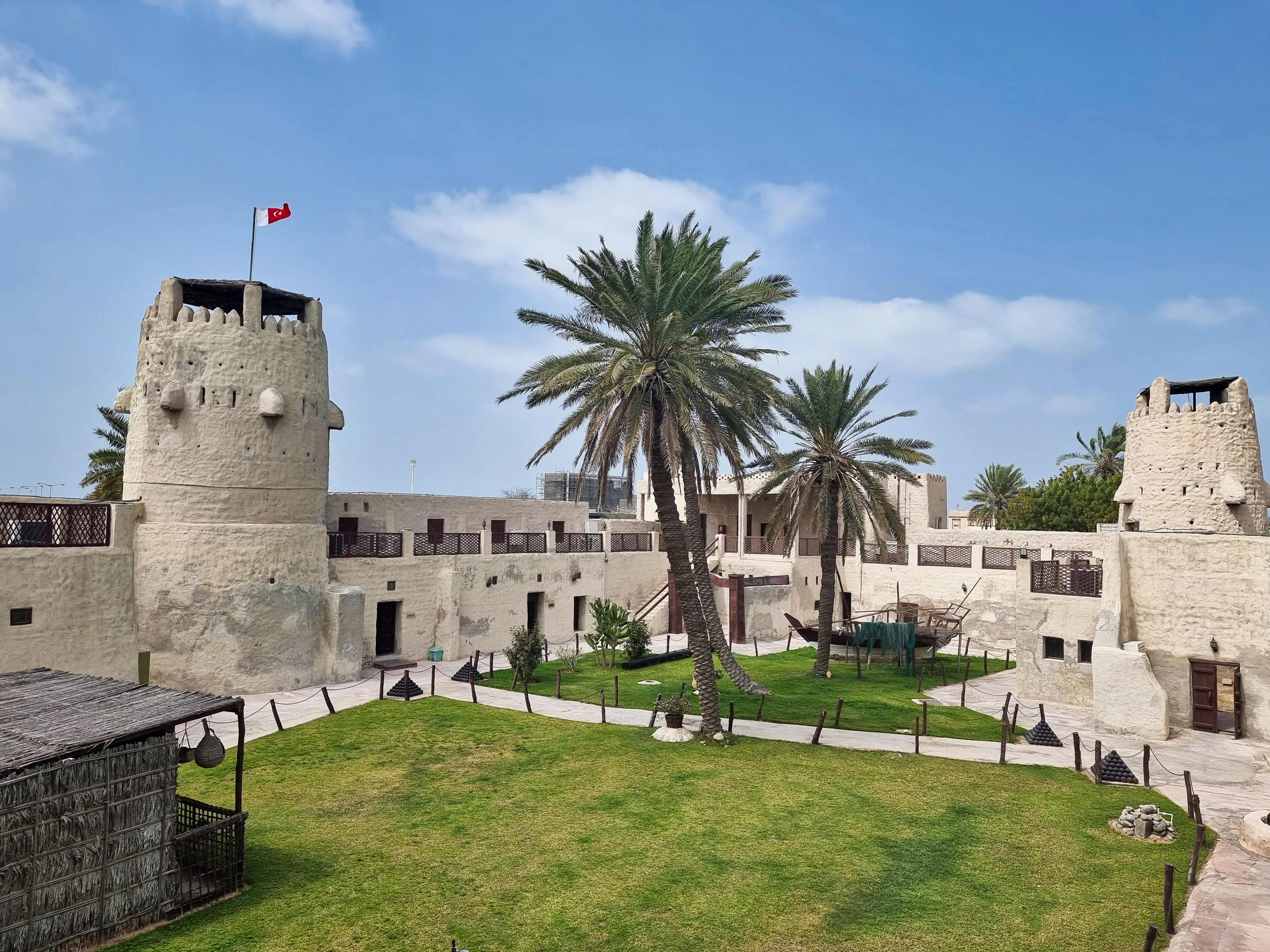
متحف أم القيوين

## أم القيوين
- مشاهدة الطيور في خور البيضاء وجزيرة السنية.
- متحف أم القيوين الوطني والذي يعتبر من أقدم المباني في إمارة أم القيوين ويقع ضمن قلعة العلي، يعرض المتحف عدد كبير من القطع الأثرية التي تسلط الضوء على أسلوب الحياة وتقاليد سكان المنطقة في الفترات التاريخية السابقة.[26]

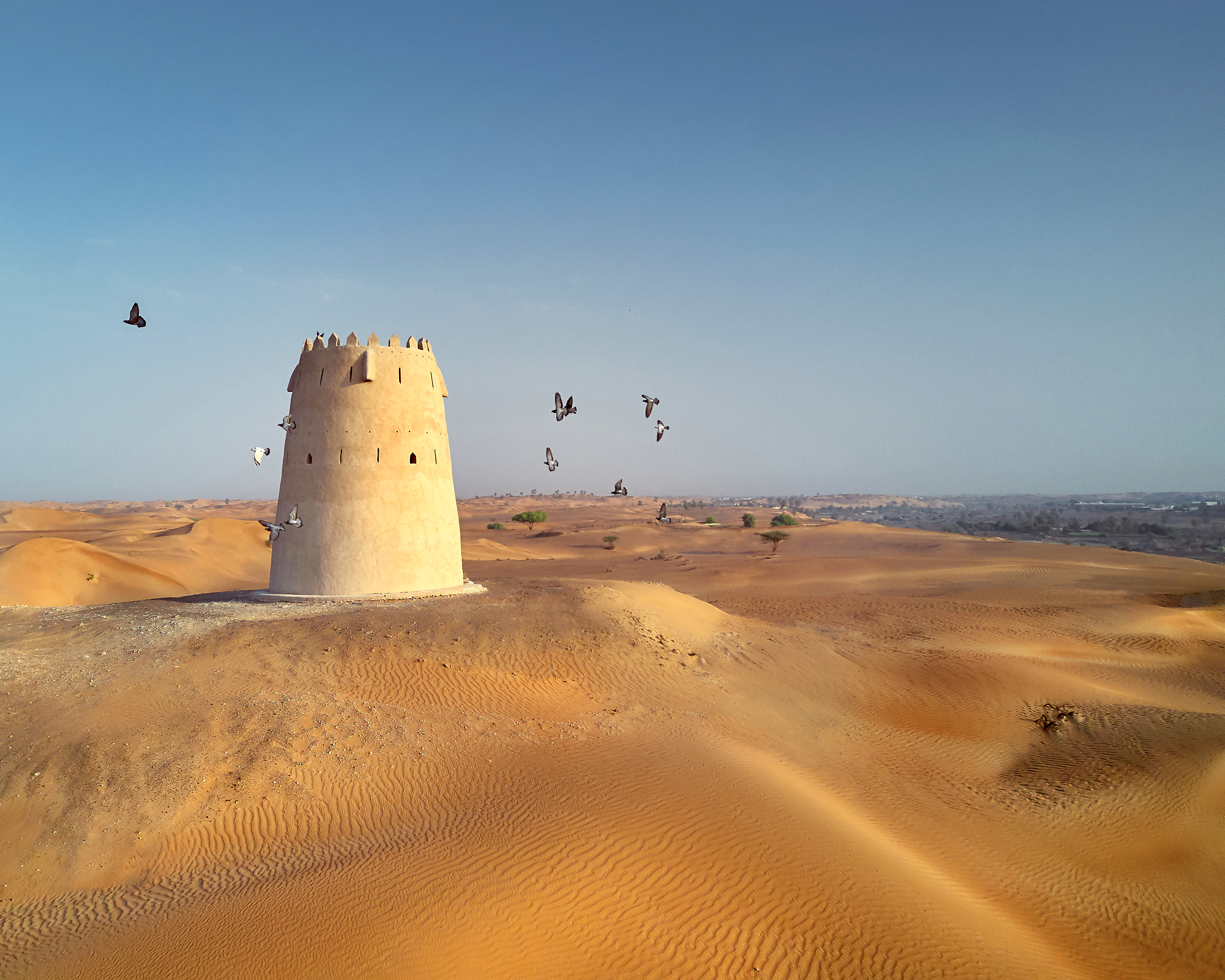
حصن فلج المعلا

- حصن فلج المعلاحصن فلج المعلا الذي يقع في واحة فلج المعلا التي تكثر فيها زراعة النخيل والليمون والخضروات، بناء الحصن مربع الشكل ويحوي برجين أحدهما في الجهة الشمالية الشرقية والآخر في الجهة الجنوبية الغربية، ويعود تاريخ بناء الحصن لعام 1800، حيث كان يحمي الجهة الشمالية والبرية من إمارة أم القيوين.[27]
- مركز أم القيوين للأحياء البحرية تأسس المركز عام 1984 بهدف زيادة المخزون السمكي والحفاظ على البيئة البحرية، ويحوي المركز حوض مائي كبير يعرض مجموعة متنوعة من الأحياء البحرية مثل ثعابين الماء والشعب المرجانية وغيرها.[28][29]
- شاطئ القرم الذي يقع في منطقة النيفة بمحاذاة شارع الاتحاد المؤدي إلى رأس الخيمة ويشتهر بمناظره الطبيعية، كما يعتبر مكان ملائم لرياضة الكاياك، وتنتشر فيه غابات المانغروف بمساحات كبيرة، يعتبر من الشواطئ المفتوحة ويعمل بالطاقة النظيفة، ويحتوي على مسار لراكبي الدراجات الهوائية.[30]

- شاطئ لومي يوفر الشاطئ العديد من الأنشطة البحرية الممتعة[31]
- حديقة الشيخ زايد  تم افتتاحها عام 2009 و تبلغ مساحة الحديقة ما يقارب 54,000 متر مربع وتضم مجموعة من المرافق والمناطق الترفيهية المناسبة لكافة الأعمار، كما تحرص على إقامة مختلف الفعاليات والمسابقات من فترة إلى أخرى.[32]

جبال الحجر

## مشترك
- جبال الحجر الغربية ، والتي تشمل جبل جيس في إمارة رأس الخيمة ، وجبل حفيت ( سينسو لاتو ) في إمارة أبوظبي ، والجبال في إمارة عجمان بالفجيرة ، والمشتركة مع عمان [14] [33]

متحف المستقبل في دبي